# Процес (фільм, 1979)
«Процес» — радянський художній фільм 1979 року, знятий режисером Джалі Соданбеком на кіностудії «Киргизфільм».

## Сюжет
Адила Султанова звинувачують у причетності до справи про пограбування універмагу. Впевнений у своїй невинності герой тим не менш не відразу довіряється молодому адвокату і на якийсь час втрачає надію, але незабаром починає розуміти, що перебуває під захистом принципового професіонала, який обов'язково відновить справедливість.

## У ролях
- Аман Камчібеков — Аскар Джанібеков
- Огульджан Ніязбердієва — Назіра
- Турсун Теміркулов — Аділ Султанов
- Гульсара Ажибекова — Даріха
- Асанбек Умуралієв — Масалієв
- Балташ Каїпов — Атабеков
- Амангельди Керімбаєв — Маліков, прокурор
- Бакен Кидикеєва — мати Даріхи
- Маргарита Ківатська — Лариса Іванівна
- Григорій Каркоцький — Романов
- Кумболот Досумбаєв — сержант Аджимазов
- Микола Кружков — Васильченко
- Леонід Ясиновський — Леонов
- Совєтбек Джумадилов — Байбол
- Татибюбю Турсунбаєва — Зулайка
- А. Мірзаєва — Гульміра
- Д. Айтматова — Дінара
- К. Дудін — Вадим
- Марія Курманалієва — Касимова
- Сайнабубу Джунушалієва — епізод
- Леонід Клімов — епізод
- Насир Китаєв — епізод
- Людмила Пихова — епізод
- Асанкул Осмонов — епізод
- Зоя Молдобаєва — епізод
- Г. Турдієва — епізод
- Міра Далбаєва — епізод
- А. Болокбаєв — епізод
- А. Ісмаїлов — епізод
- Дооронбек Садирбаєв — епізод
- О. Сегізбаєв — епізод
- Нургази Сидигалієв — епізод

## Знімальна група
- Режисер — Джалі Соданбек
- Сценаристи — Михайло Коневський, Михайло Папава
- Оператори — Манасбек Мусаєв, Віктор Шнайдер
- Композитор — Руміль Вільданов
- Художник — Володимир Донсков